# Das eigroße Korn

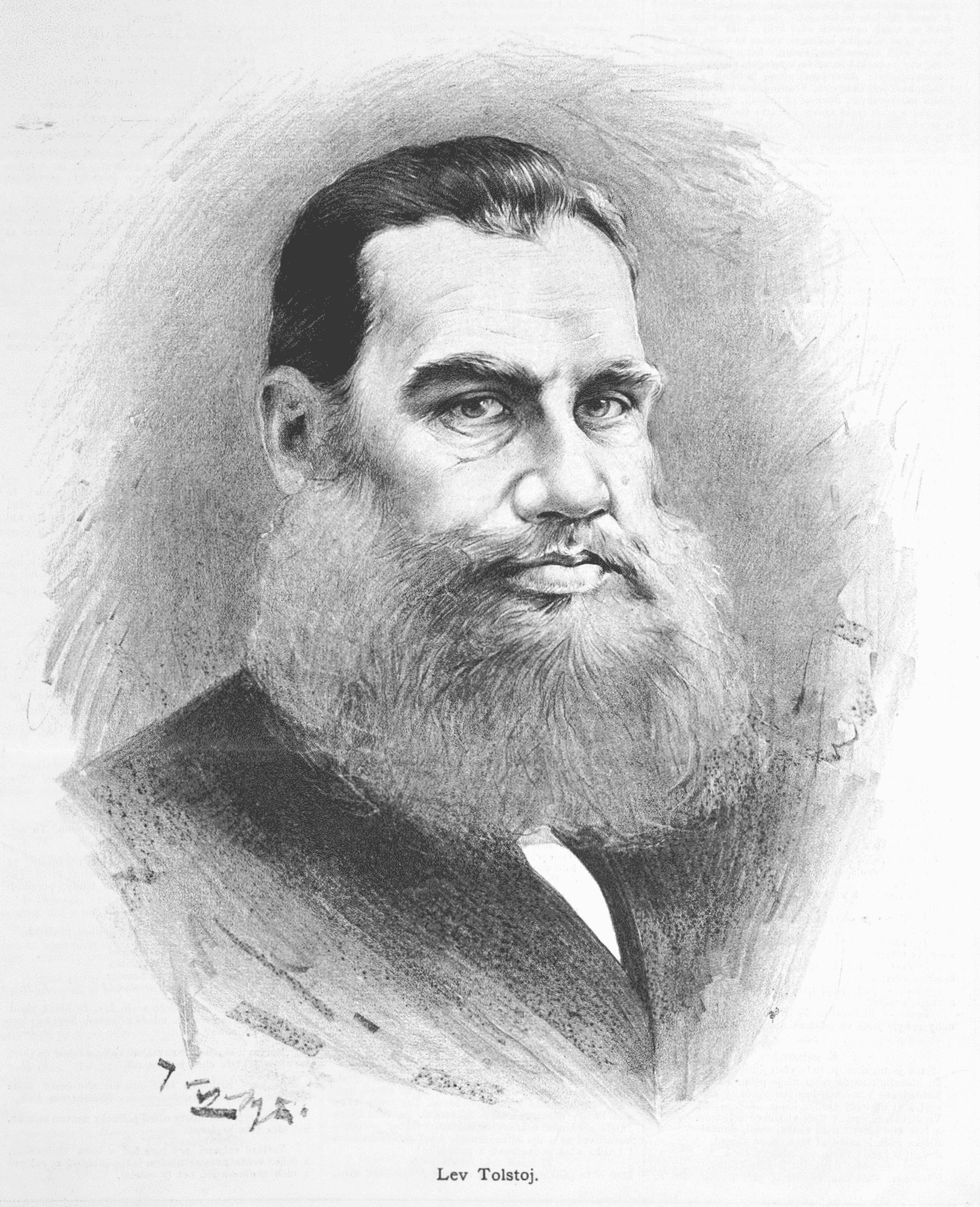
Lew Tolstoi im Jahr 1889.
Zeichner: Jan Vilímek

Das eigroße Korn, auch Ein Roggenkorn so groß wie ein Hühnerei, Das Korn so groß wie ein Hühnerei und Das Korn (russisch Зерно с куриное яйцо, Serno s kurinoje jaizo), ist eine Legende von Lew Tolstoi, die im Spätfrühling 1885 entstand und 1886 im Sankt Petersburger Buchverlag  Posrednik in dem Bändchen Drei Märchen erschien. Da das Motiv im russischen Märchen- und Legendenschatz nicht auffindbar ist, könnte es vom Autor stammen. 1982 kam der Text in Bd. 10 Powesti und Erzählungen 1872–1886 der 22-bändigen Tolstoi-Ausgabe im Verlag für Künstlerische Literatur in Moskau heraus. Tolstoi erzählt eine Legende aus der Archangelsker Gegend nach, in der ein 170-Jähriger rüstiger ist als sein gebrechlicher Sohn und sein hinfälliger Enkel.

## Inhalt
Einmal fanden Kinder in einer Schlucht ein Roggenkorn so groß wie ein Hühnerei. Ein Mann kaufte es den Findern für einen Pappenstiel ab und verkaufte es dem Zaren als Seltenheit. Der Herrscher betraute seine Gelehrten mit der Untersuchung. Es stand darüber nichts in ihren Büchern. Sie wussten nicht weiter und empfahlen die Befragung der Bauern. Der Zar ließ einen ganz alten zahnlosen Bauern holen. Der kam auf zwei Krücken in den Palast gehumpelt und konnte kaum noch sehen. Der Bauer war – nachdem er endlich verstanden hatte – ratlos und verwies den Zaren an seinen Vater. Dieser kam auf einer Krücke, hörte etwas besser als sein Sohn, besah sich mit seinen noch ziemlich intakten Augen das Korn genau und musste an seinen Vater verweisen. Dieser kam ohne Gehhilfe munter hereinspaziert. Seine Augen leuchteten hell. Er besah das Korn und sprach klar und deutlich: „Überall zu meiner Zeit wuchs so ein Getreide, nur mit solchem Korn haben wir uns genährt.“

## Deutschsprachige Ausgaben
- Das Korn. S. 72–75 in Leo N. Tolstoi: Ein Verbannter. Erzählungen. Aus dem Russischen übertragen von Wilhelm Goldschmidt. Reclam, Leipzig 1960 (RUB 8110, verwendete Ausgabe)
- Das Korn so groß wie ein Hühnerei. Deutsch von Arthur Luther. S. 134–136 in: Gisela Drohla (Hrsg.): Leo N. Tolstoj. Sämtliche Erzählungen. Fünfter Band. Insel, Frankfurt am Main 1961 (2. Aufl. der Ausgabe in acht Bänden 1982)